# Pteronarcyidae
Pteronarcyidae es una familia de insectos del orden Plecoptera, comúnmente denominados "mosca gigante de las rocas" o "mosca del salmón".

## Historia natural
Existen dos géneros de Pteronarcyidae; Pteronarcys que habita en toda América del Norte, mientras que  Pteronarcella solo habita en la región oeste. Los diez géneros comprenden 10 especies distintas, dos de las cuales son Pteronarcella. Viven de uno a cuatro años. El nombre "mosca del salmón" hace referencia a su rol en la dieta del salmón y desempeñan un rol destacado en la pesca con mosca. Los adultos emergen desde abril a junio. La "mosca gigante de las rocas" es muy sensible al estrés.

## Hábitat
Viven en un hábitat erosivo de lótico. Las larvas de moscas gigante de las rocas viven en corrientes frescas de tamaño pequeño a mediano, en paquetes de hojas y escombros leñosos. Prefieren corrientes rápidas entre adoquines y rocas. Aunque los Pteronarcyidae son principalmente trituradores-detritívoros, existen algunos raspadores facultativos. Mastican y horadan a través de la hojarasca. Son intolerantes a la pérdida de materia orgánica gruesa que es su alimento y hábitat.